# Rodný dům Sigmunda Freuda
Rodný dům Sigmunda Freuda je budova stojící v historickém jádru moravského města Příbor, kde se roku 1856 narodil Sigmund Freud, psycholog a neurolog, zakladatel psychoanalýzy a spoluzakladatel moderní psychiatrie. S rodinou v domě žil do svých tří let, poté se z města odstěhovali. Dům byl v roce 2005 prohlášen kulturní památkou, roku 2006 zde pak bylo zřízeno muzeum.

## Historie

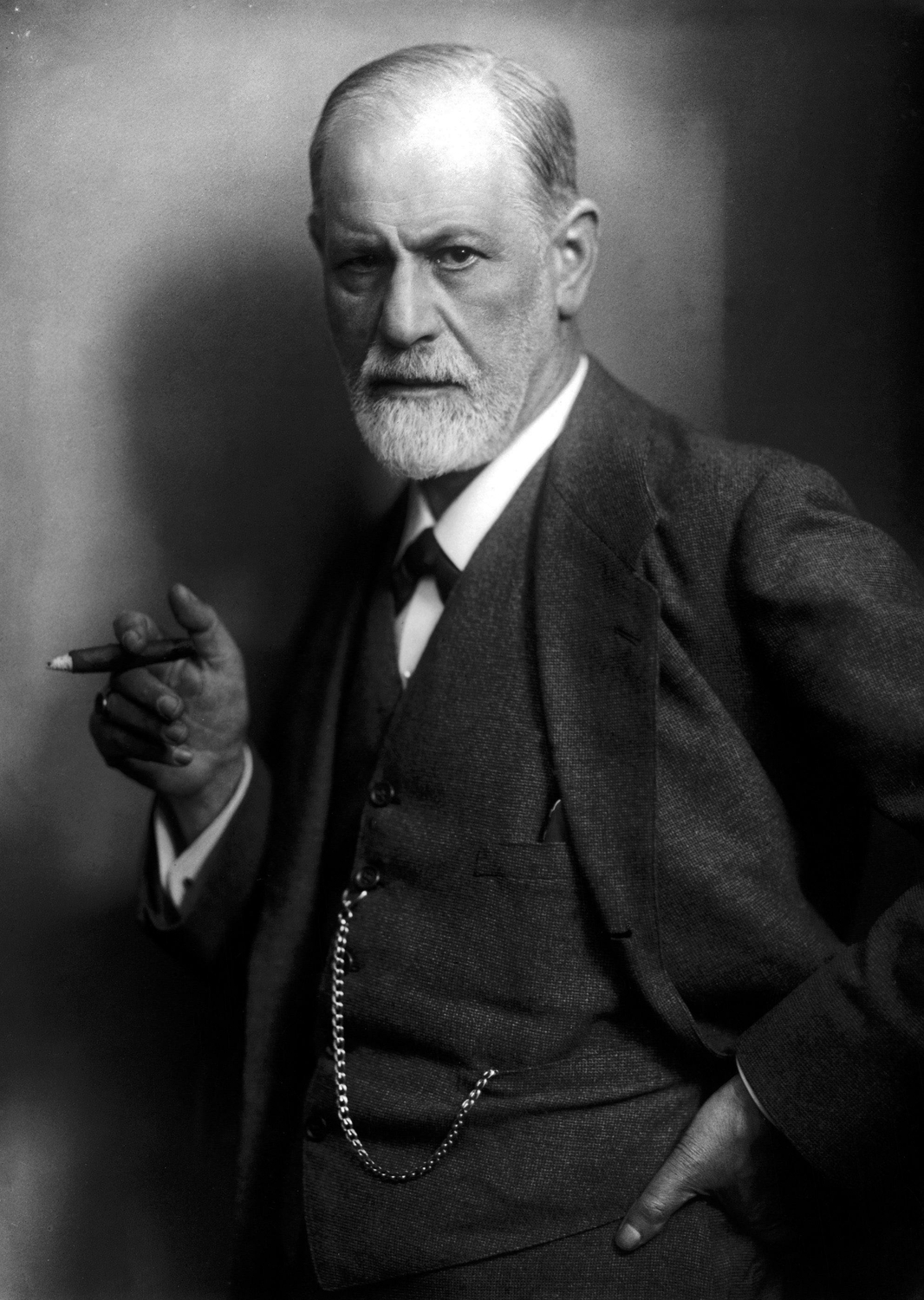
Sigmund Freud roku 1921

Dvoupodlažní rohový dům na jižním okraji středověkého centra Příbora byl vystavěn v první čtvrtině 19. století v Zámečnické ulici čp. 117, poblíž někdejších městských hradeb. V padesátých letech 19. století si první patro domu, nad kovárnou v přízemí, pronajala rodina Jakoba Freuda, rakousko-židovského drobného obchodníka s vlnou, a jeho ženy Amalie. V domě nejen bydleli, ale zároveň v něm byl umístěn otcův tkalcovský stav.
Dům byl jako jediný z původní zástavby uchráněn před demolicí celé staré Zámečnické ulice roku 1975.

## Freudovo muzeum
Dům byl v roce 2005 prohlášen kulturní památkou, v roce 2006 jej pak zakoupilo město, aby stavbu uvedlo do původní podoby z 19. století s úmyslem zřízení muzea věnovaného Freudově památce. Slavnostně bylo otevřeno 27. května 2006 u příležitosti 150. výročí Freudova narození, mj. za přítomnosti jeho potomků či prezidenta republiky Václava Klause.
Muzeum z jedné části představuje historii města, druhá je pak věnovaná životu a dílu Sigmunda Freuda. Vystaveny jsou zde předměty z jeho dětství, nábytek, dokumenty či fotografie. Před muzeem je pak umístěna bronzová sochařská reprodukce slavného Freudova gauče z jeho londýnské ordinace, tzv. Pohovka Sigmunda Freuda. Pro expozice je možné si zapůjčit vícejazyčné sluchátkové audiopřehrávače.

## Galerie

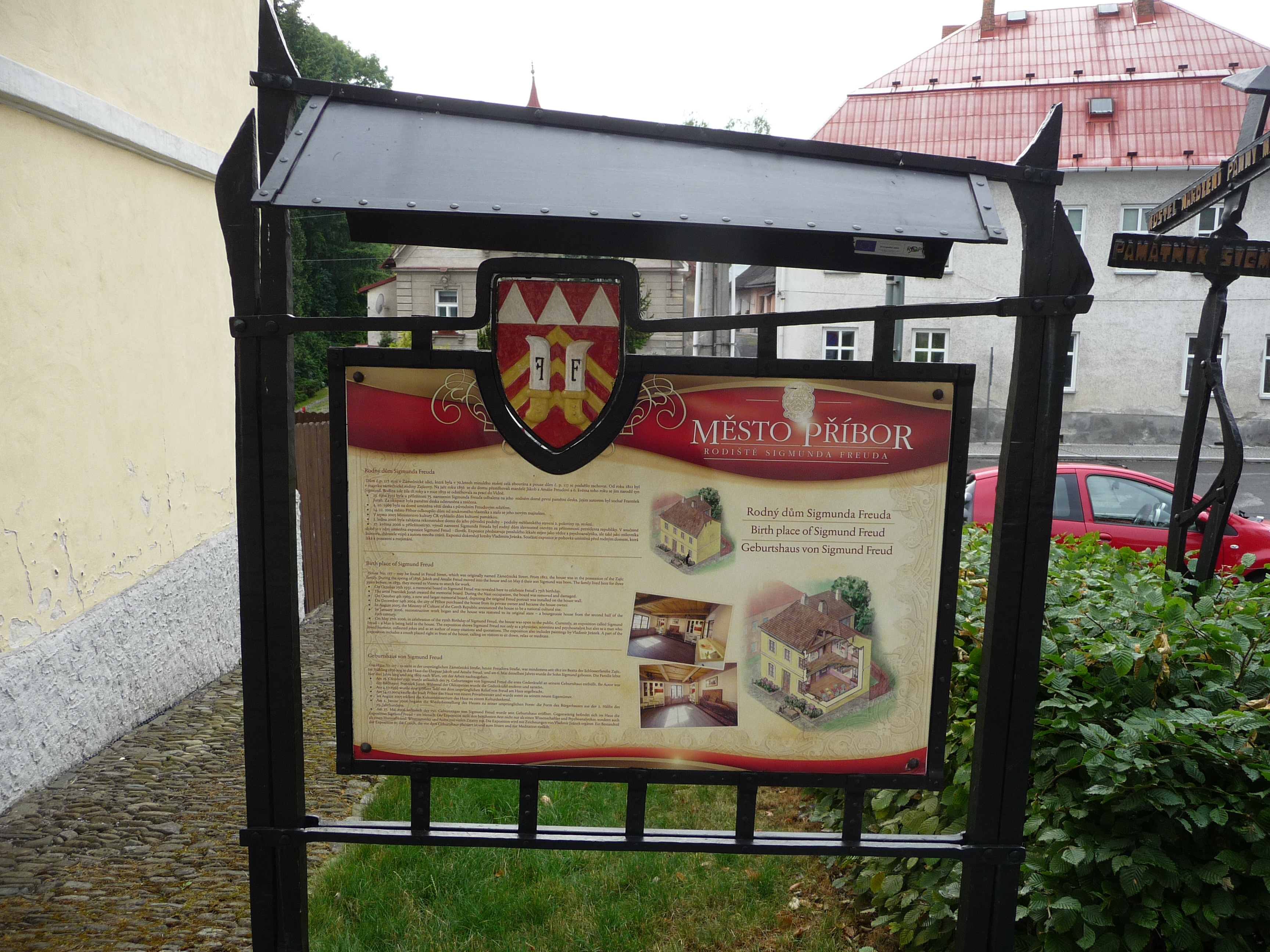
Informační tabule před domem
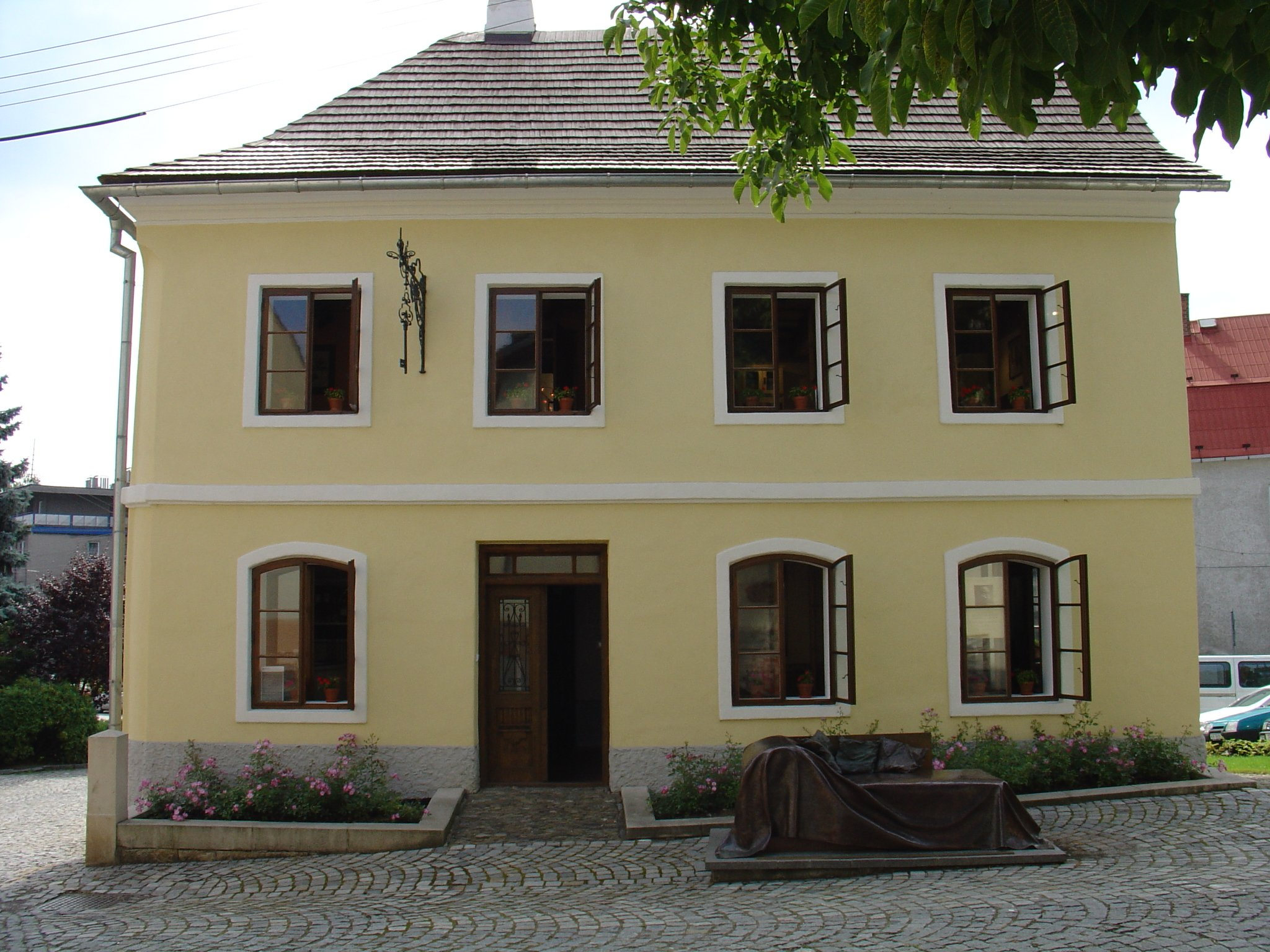
Přední část domu
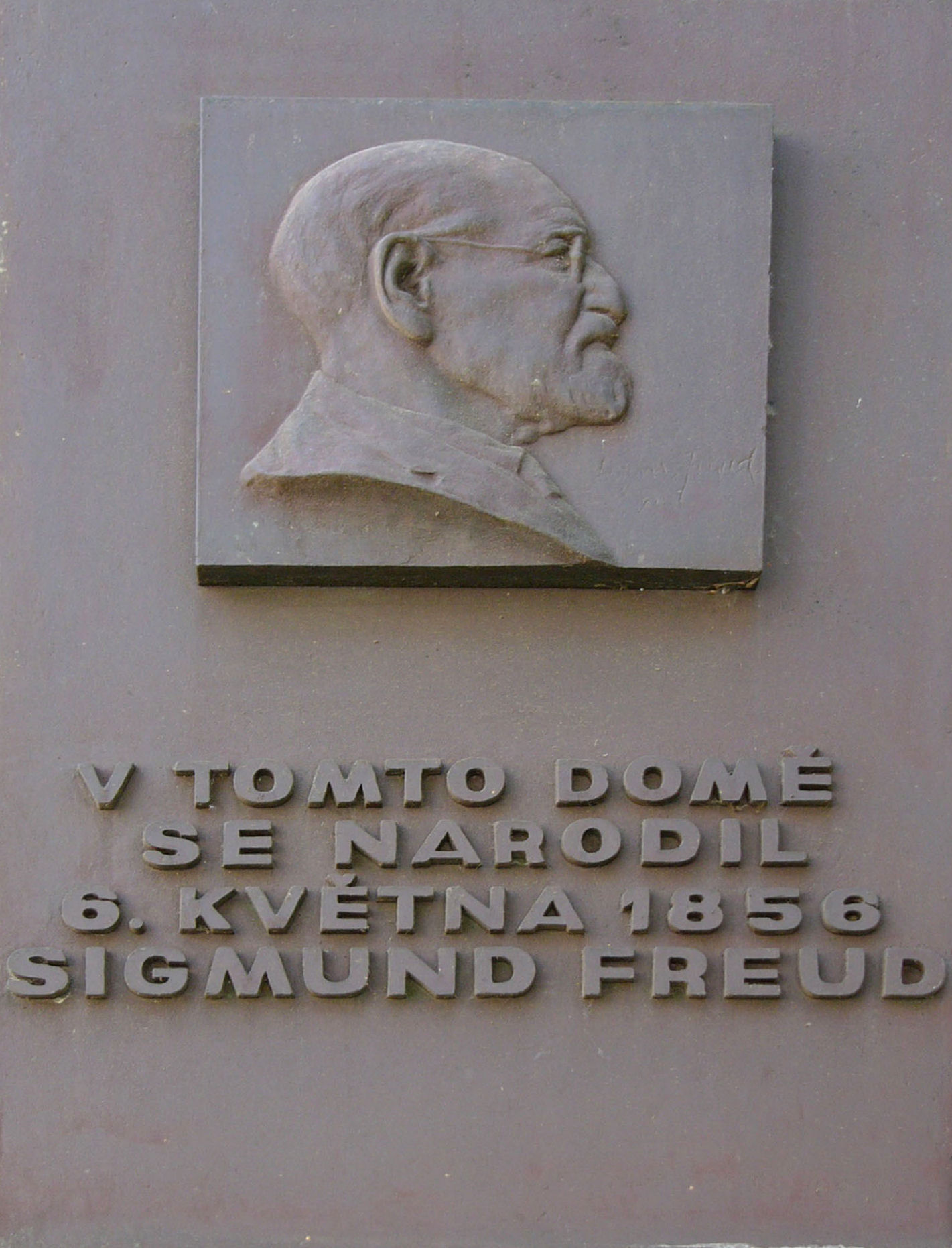
Pamětní deska na fasádě domu
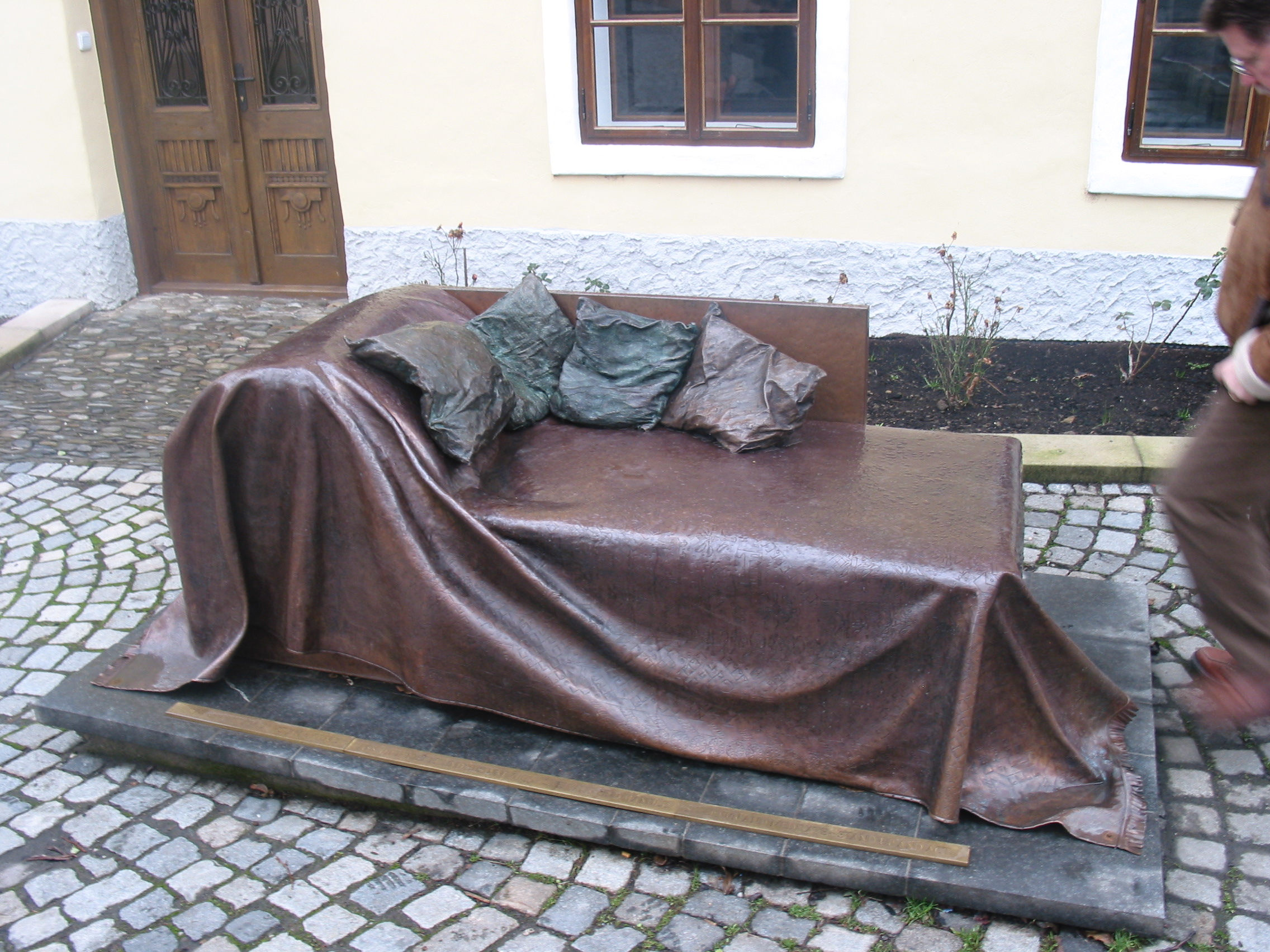
Pohovka Sigmunda Freuda před domem
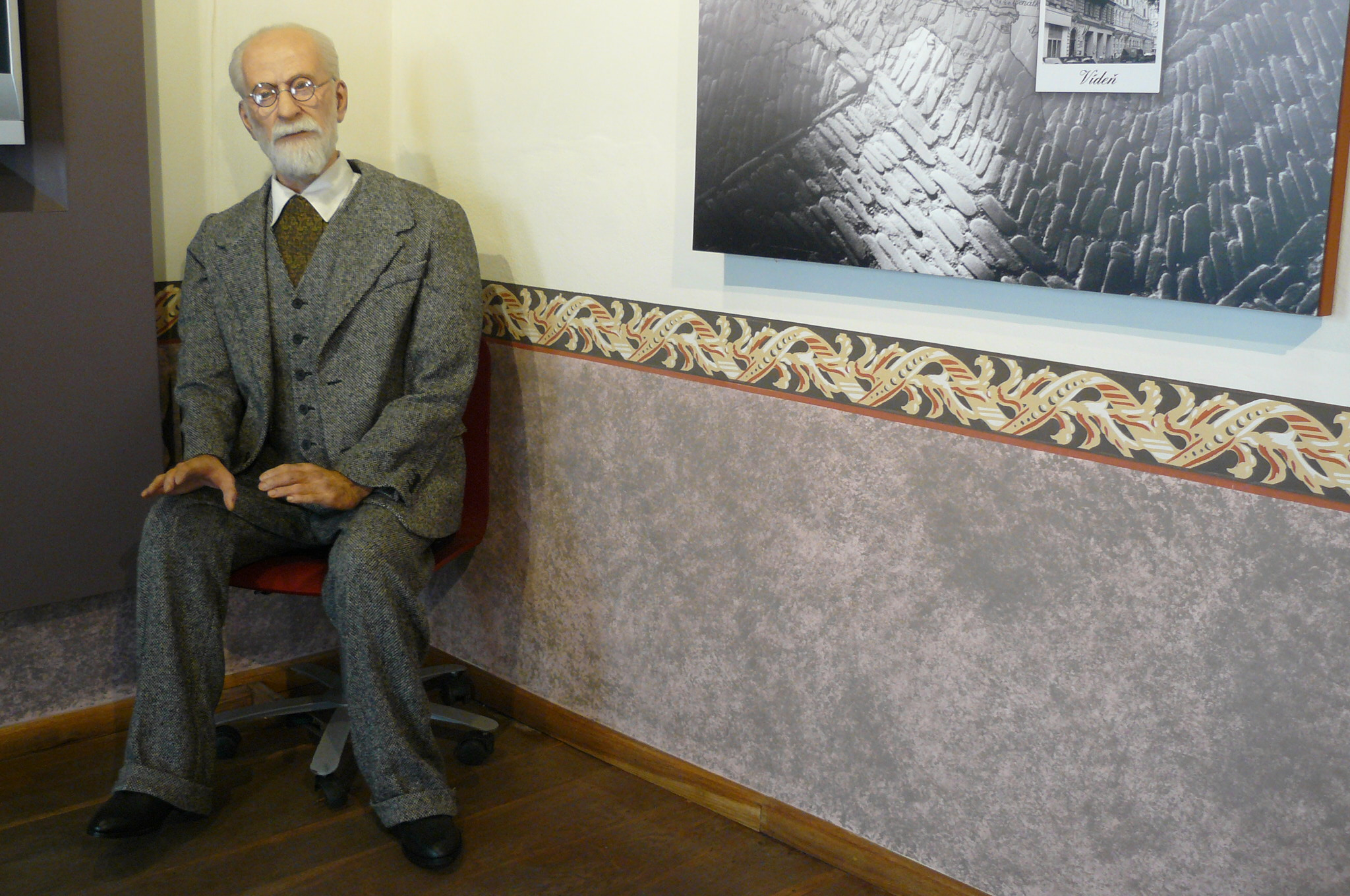
Freudova figurína
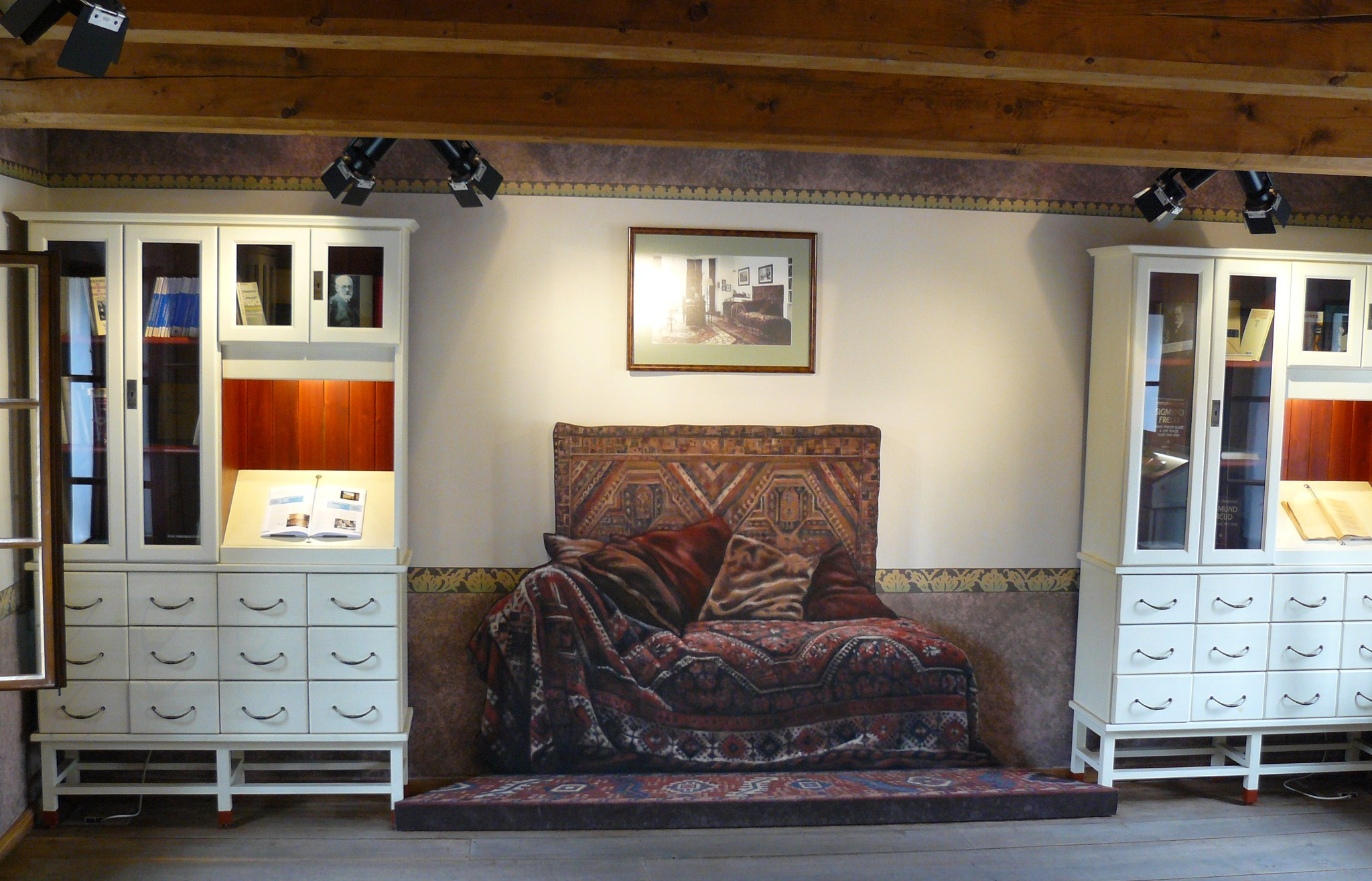
Kopie gauče z Freudovy ordinace

## Další informace
V blízkosti se nachází také Památník Sigmunda Freuda.